# Volta a Espanya de 2002
La Volta a Espanya de 2002 fou la 57a edició de la Volta a Espanya. La cursa començà a València el 7 de setembre amb una contrarellotge per equips i finalitzà el 29 del mateix mes a Madrid després de 3.134 quilòmetres repartits entre 21 etapes.
El vencedor final fou l'espanyol Aitor González (Kelme-Costa Blanca). L'acompanyaren al podi Roberto Heras (US Postal) que finalitzà segon i que també guanyà la regularitat, i Joseba Beloki (ONCE-Eroski).
En les altres classificacions secundàries Aitor Osa (iBanesto.com) guanyà la muntanya, Erik Zabel (Team Telekom) aconseguí la victòria en la classificació per punts i el Kelme-Costa Blanca la classificació per equips.
La cançó d'aquesta edició fou "Que el ritmo no pare" de Patricia Manterola.

## Equips participants
En aquesta edició de la Volta a Espanya prengueren part 23 equips.
| Núm.    | Codi | Equip                        |
| ------- | ---- | ---------------------------- |
| 1-9     | COA  | Team Coast                   |
| 11-19   | ACQ  | Acqua & Sapone-Cantina Tollo |
| 21-29   | A2R  | AG2R Prévoyance              |
| 31-39   | ALS  | Alessio                      |
| 41-49   | BIG  | Big Mat-Auber 93             |
| 51-59   | COF  | Cofidis                      |
| 61-69   | DFF  | Domo-Farm Frites             |
| 71-79   | EUS  | Euskaltel-Euskadi            |
| 81-89   | FAS  | Fassa Bortolo                |
| 91-99   | BAN  | iBanesto.com                 |
| 101-109 | INA  | Index-Alexia                 |
| 111-119 | JAZ  | Jazztel-Costa de Almería     |

| Núm.    | Codi | Equip                  |
| ------- | ---- | ---------------------- |
| 121-129 | KEL  | Kelme-Costa Blanca     |
| 131-139 | LAM  | Lampre-Daikin          |
| 141-149 | MAP  | Mapei-Quick Step       |
| 151-159 | MIL  | Milaneza-MSS           |
| 161-169 | ONC  | ONCE-Eroski            |
| 171-179 | PHO  | Phonak Hearing Systems |
| 181-189 | REL  | Relax-Fuenlabrada      |
| 191-199 | SAE  | Saeco-Longoni Sport    |
| 201-209 | TAC  | Tacconi Sport-Emmegi   |
| 211-219 | TEL  | Team Deutsche Telekom  |
| 221-229 | USP  | US Postal Service      |

## Etapes
| Etapa | Data           | Recorregut                        | km         | Guanyador             | Líder             |
| 1.ª   | 7 de setembre  | València-València                 | 30 (CRE)   | ONCE-Eroski           | Joseba Beloki     |
| 2.ª   | 8 de setembre  | València-Alcoi                    | 144,7      | Danilo Di Luca        | Joseba Beloki     |
| 3.ª   | 9 de setembre  | Sant Vicent del Raspeig-Múrcia    | 134        | Mario Cipollini       | Joseba Beloki     |
| 4.ª   | 10 de setembre | Águilas-Roquetas de Mar           | 149,5      | Mario Cipollini       | Joseba Beloki     |
| 5.ª   | 11 de setembre | El Ejido - Sierra Nevada          | 198        | Guido Trentin         | Mikel Zarrabeitia |
| 6.ª   | 12 de setembre | Granada-Serra de la Pandera       | 153        | Roberto Heras         | Óscar Sevilla     |
| 7.ª   | 13 de setembre | Jaén-Màlaga                       | 197        | Mario Cipollini       | Óscar Sevilla     |
| 8.ª   | 14 de setembre | Màlaga-Ubrique                    | 173,5      | Aitor González        | Óscar Sevilla     |
| 9.ª   | 15 de setembre | Còrdova-Còrdova                   | 130        | Pablo Lastras         | Óscar Sevilla     |
| 10.ª  | 16 de setembre | Còrdova-Còrdova                   | 36,5 (CRI) | Aitor González        | Óscar Sevilla     |
| 11.ª  | 18 de setembre | Alcobendas-Collado Villalba       | 166        | Pablo Lastras         | Óscar Sevilla     |
| 12.ª  | 19 de setembre | Segòvia-Burgos                    | 210,5      | Alessandro Petacchi   | Óscar Sevilla     |
| 13.ª  | 20 de setembre | Burgos - Santander                | 190        | Giovanni Lombardi     | Óscar Sevilla     |
| 14.ª  | 21 de setembre | Santander-Gijón                   | 190        | Serguei Smetanine     | Óscar Sevilla     |
| 15.ª  | 22 de setembre | Gijón-Alt de l'Angliru            | 176,7      | Roberto Heras         | Roberto Heras     |
| 16.ª  | 23 de setembre | Avilés- Lleó                      | 154,7      | Santiago Botero       | Roberto Heras     |
| 17.ª  | 24 de setembre | Benavente-Salamanca               | 145,5      | Angelo Furlan         | Roberto Heras     |
| 18.ª  | 25 de setembre | Salamanca-Estació de La Covatilla | 193,7      | Santiago Blanco       | Roberto Heras     |
| 19.ª  | 26 de setembre | Béjar-Àvila                       | 177,8      | Vicente García Acosta | Roberto Heras     |
| 20.ª  | 27 de setembre | Àvila-Warner Bros Park            | 191        | Angelo Furlan         | Roberto Heras     |
| 21.ª  | 28 de setembre | Warner Bros Park-Madrid           | 41,2 (CRI) | Aitor González        | Aitor González    |

## Classificacions finals

### Classificació general
|    | Ciclista             | Equip              | Temps       |
| -- | -------------------- | ------------------ | ----------- |
| 1  | Aitor González       | Kelme-Costa Blanca | 75h 13' 52" |
| 2  | Roberto Heras        | US Postal          | + 2'14"     |
| 3  | Joseba Beloki        | ONCE-Eroski        | + 3'11"     |
| 4  | Óscar Sevilla        | Kelme-Costa Blanca | + 3'26"     |
| 5  | Iban Mayo            | Euskaltel-Euskadi  | + 5'42"     |
| 6  | Ángel Casero         | Cofidis            | + 6'33"     |
| 7  | Francesco Casagrande | Fassa Bortolo      | + 6'38"     |
| 8  | Félix García Casas   | Big Mat-Auber 93   | + 6'46"     |
| 9  | Manuel Beltrán       | Cofidis            | + 8'29"     |
| 10 | Gilberto Simoni      | Saeco              | + 9'22"     |

### Classificacions secundàries
|   | Ciclista            | Equip        | Punts |
| - | ------------------- | ------------ | ----- |
| 1 | Aitor Osa           | iBanesto.com | 107   |
| 2 | Roberto Heras       | US Postal    | 99    |
| 3 | Juan Antonio Flecha | iBanesto.com | 90    |
| 4 | Gilberto Simoni     | Saeco        | 81    |
| 5 | Santiago Blanco     | iBanesto.com | 79    |

|   | Ciclista            | Equip              | Punts |
| - | ------------------- | ------------------ | ----- |
| 1 | Erik Zabel          | Team Telekom       | 188   |
| 2 | Alessandro Petacchi | Fassa Bortolo      | 163   |
| 3 | Aitor González      | Kelme-Costa Blanca | 151   |
| 4 | Angelo Furlan       | Alessio            | 102   |
| 5 | Roberto Heras       | US Postal          | 99    |

|   | Ciclista       | Equip              | Punts |
| - | -------------- | ------------------ | ----- |
| 1 | Roberto Heras  | US Postal          | 9     |
| 2 | Aitor González | Kelme-Costa Blanca | 19    |
| 3 | Óscar Sevilla  | Kelme-Costa Blanca | 20    |
| 4 | Joseba Beloki  | ONCE-Eroski        | 23    |
| 5 | Iban Mayo      | Euskaltel-Euskadi  | 29    |

| Pos. | Equip              | Temps        |
| ---- | ------------------ | ------------ |
| 1    | Kelme-Costa Blanca | 225h 37' 59" |
| 2    | Team Coast         | + 2'05"      |
| 3    | Milaneza-MSS       | + 34'48"     |
| 4    | ONCE-Eroski        | + 35'20"     |
| 5    | Euskaltel-Euskadi  | + 59'46"     |

## Evolució de les classificacions
| Etapa                  | Vencedor               | Classificació general Mallot or | Classificació per punts Mallot blau | Classificació de la muntanya Mallot verd | Classificació regularitat Mallot blanc | Classificació per equips |
| ---------------------- | ---------------------- | ------------------------------- | ----------------------------------- | ---------------------------------------- | -------------------------------------- | ------------------------ |
| 1ª                     | ONCE-Eroski            | Joseba Beloki                   | Joseba Beloki                       | non assegnato                            | Joseba Beloki                          | ONCE-Eroski              |
| 2ª                     | Danilo Di Luca         | Joseba Beloki                   | Danilo Di Luca                      | Médéric Clain                            | Vitoriano Fernández                    | ONCE-Eroski              |
| 3ª                     | Mario Cipollini        | Joseba Beloki                   | Erik Zabel                          | Médéric Clain                            | Médéric Clain                          | ONCE-Eroski              |
| 4ª                     | Mario Cipollini        | Joseba Beloki                   | Erik Zabel                          | Médéric Clain                            | Vitoriano Fernández                    | ONCE-Eroski              |
| 5ª                     | Guido Trentin          | Mikel Zarrabeitia               | Erik Zabel                          | Médéric Clain                            | Guido Trentin                          | ONCE-Eroski              |
| 6ª                     | Roberto Heras          | Óscar Sevilla                   | Erik Zabel                          | Médéric Clain                            | Félix García Casas                     | ONCE-Eroski              |
| 7ª                     | Mario Cipollini        | Óscar Sevilla                   | Erik Zabel                          | Médéric Clain                            | Félix García Casas                     | ONCE-Eroski              |
| 8ª                     | Aitor González         | Óscar Sevilla                   | Erik Zabel                          | Gilberto Simoni                          | Óscar Sevilla                          | ONCE-Eroski              |
| 9ª                     | Pablo Lastras          | Óscar Sevilla                   | Erik Zabel                          | Gilberto Simoni                          | Óscar Sevilla                          | ONCE-Eroski              |
| 10ª                    | Aitor González         | Óscar Sevilla                   | Erik Zabel                          | Gilberto Simoni                          | Óscar Sevilla                          | ONCE-Eroski              |
| 11ª                    | Pablo Lastras          | Óscar Sevilla                   | Erik Zabel                          | Gilberto Simoni                          | Óscar Sevilla                          | Kelme-Costa Blanca       |
| 12ª                    | Alessandro Petacchi    | Óscar Sevilla                   | Erik Zabel                          | Gilberto Simoni                          | Óscar Sevilla                          | Kelme-Costa Blanca       |
| 13ª                    | Giovanni Lombardi      | Óscar Sevilla                   | Erik Zabel                          | Gilberto Simoni                          | Óscar Sevilla                          | Team Coast               |
| 14ª                    | Serguei Smetanine      | Óscar Sevilla                   | Erik Zabel                          | Gilberto Simoni                          | Óscar Sevilla                          | Team Coast               |
| 15ª                    | Roberto Heras          | Roberto Heras                   | Erik Zabel                          | Gilberto Simoni                          | Roberto Heras                          | Kelme-Costa Blanca       |
| 16ª                    | Santiago Botero        | Roberto Heras                   | Erik Zabel                          | Aitor Osa                                | Roberto Heras                          | Kelme-Costa Blanca       |
| 17ª                    | Angelo Furlan          | Roberto Heras                   | Erik Zabel                          | Aitor Osa                                | Roberto Heras                          | Kelme-Costa Blanca       |
| 18ª                    | Santiago Blanco        | Roberto Heras                   | Erik Zabel                          | Roberto Heras                            | Roberto Heras                          | Kelme-Costa Blanca       |
| 19ª                    | José Vicente García    | Roberto Heras                   | Erik Zabel                          | Aitor Osa                                | Roberto Heras                          | Kelme-Costa Blanca       |
| 20ª                    | Angelo Furlan          | Roberto Heras                   | Erik Zabel                          | Aitor Osa                                | Roberto Heras                          | Kelme-Costa Blanca       |
| 21ª                    | Aitor González         | Aitor González                  | Erik Zabel                          | Aitor Osa                                | Roberto Heras                          | Kelme-Costa Blanca       |
| Classificacions finals | Classificacions finals | Aitor González                  | Erik Zabel                          | Aitor Osa                                | Roberto Heras                          | Kelme-Costa Blanca       |